# Neoplan Skyliner

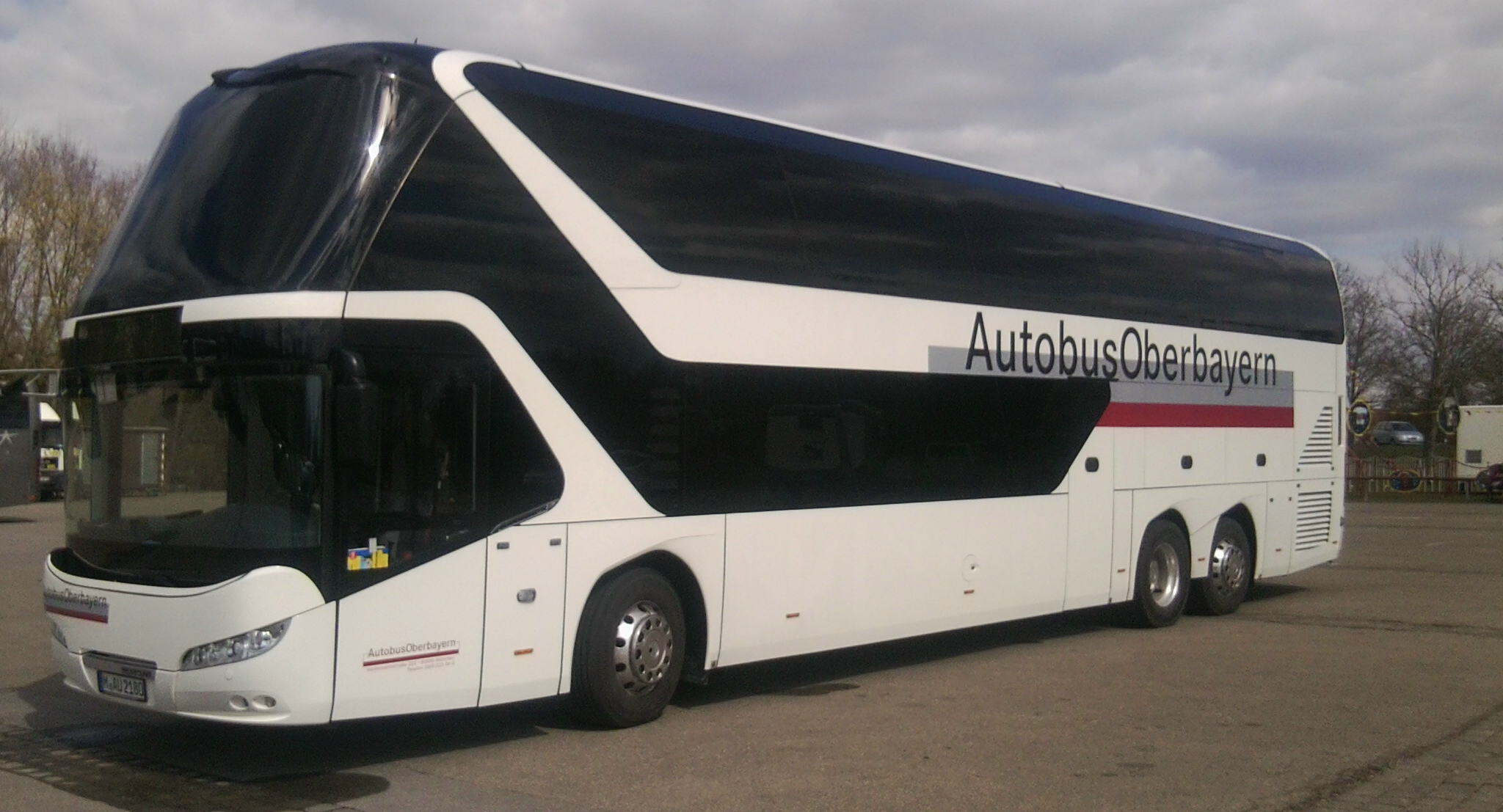
Neoplan Skyliner IV generacji

Neoplan Skyliner – piętrowy autokar turystyczny produkowany od 1967 roku przez Neoplan Bus GmbH w Niemczech. Był to pierwszy na świecie autokar dwupokładowy. Obecnie (od 2011 roku) produkowana jest IV generacja modelu.

## Historia modelu

### Prototyp

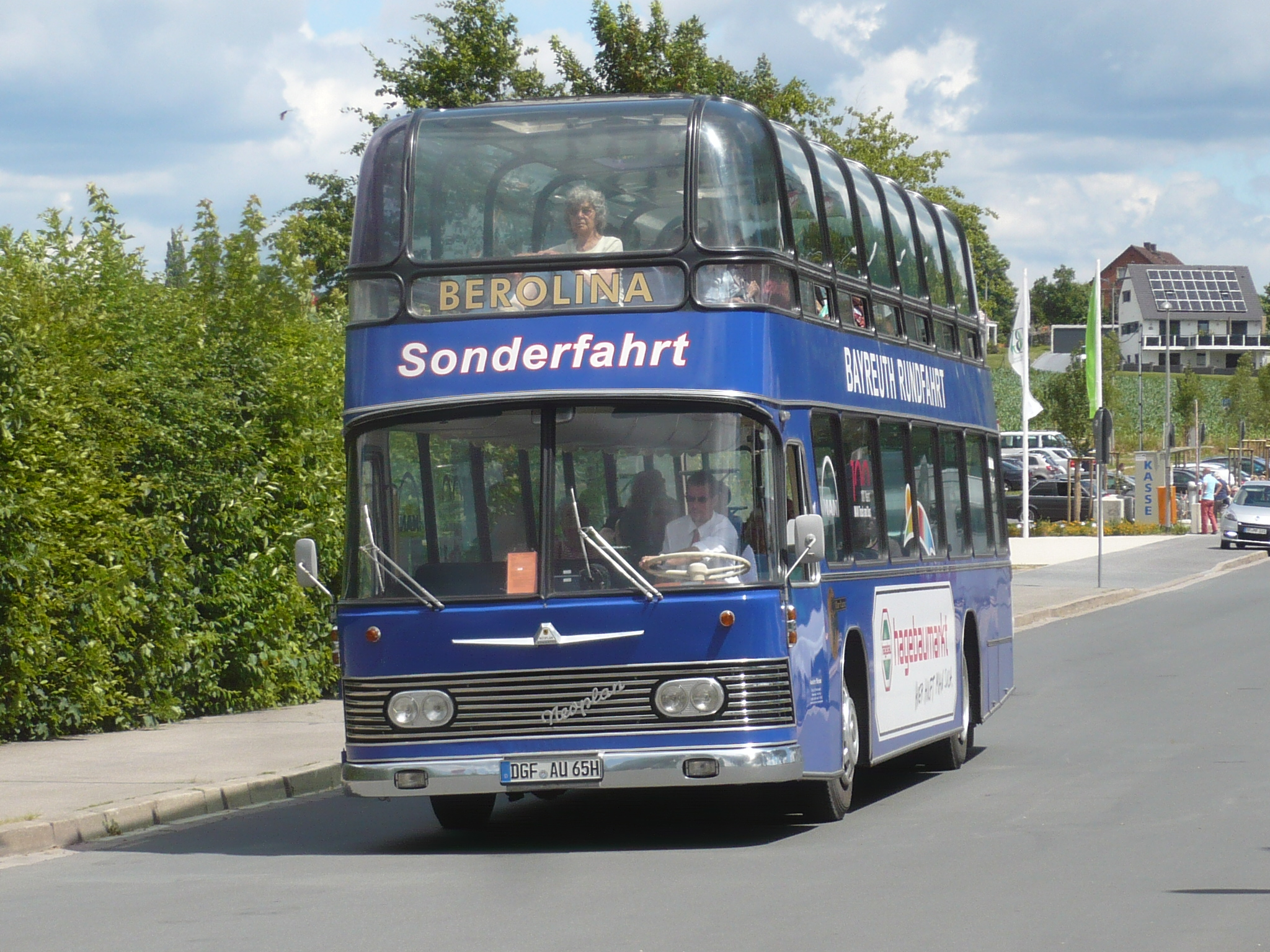
Neoplan Do-Lux w Bayreuth – pierwszy dwupokładowy autobus na świecie

W 1964 roku miała miejsce premiera nowego dwupokładowego autobusu o nazwie Neoplan Do-Lux NB 20 L na bazie konstrukcji samonośnej. Wizja dwupokładowego autokaru powstała u młodszego syna założyciela Neoplana Gottloba Auwärtera Karola i została zamieszczona w jego pracy dyplomowej. Wielu nie wierzyło w wizjonerski pomysł młodego konstruktora, jednak ten postawił na swoim i prototypowym pojazdem o długości 12 m przejechał trasę ze Stuttgartu do Brukseli rozpoczynając erę autobusów piętrowych. Prototypowy egzemplarz przypominał konstrukcje znanych dziś piętrowych autobusów miejskich. Mógł przewieźć do 102 pasażerów na miejscach siedzących, a jego masa własna wynosiła 9 t. Pojazd miał przeszklony górny pokład, jednak brakowało w nim choćby przestrzeni bagażowej. Prototypowy egzemplarz znalazł nabywcę w postaci firmy Berolina-Reisen z Berlina, natomiast dziś Neoplana Do-Lux można podziwiać w bawarskim Bayreuth, gdzie wozi pasażerów jako autobus turystyczny. Oprócz niego wyprodukowano jeszcze jeden egzemplarz Neoplan Do-Lux dla niemieckiej firmy Globus-Reisen.

### I generacja
26 kwietnia 1967 roku z taśmy montażowej zjechał pierwszy seryjny autokar piętrowy Neoplan Skyliner. Nowy model zachwycił swoją stylistyką, przestronnością i pojemnością. Nowością były pochylone ku przodowi słupki bocznych okien nadające pojazdowi dynamiki oraz duże okna zachodzące na dach na górnym pokładzie, które stały się symbolem modelu do dnia dzisiejszego. Autokar był napędzany silnikami Mercedes-Benz OM 403 X. Neoplan Skyliner I generacji trafił do wielu odbiorców, w tym także u wielu przewoźników w Stanach Zjednoczonych za sprawą istniejącej tam od 1981 r. fabryki w Lamar. Ponadto były produkowane w fabryce w Stuttgarcie w Niemczech, a w 1973 roku produkcję na rynek europejski przeniesiono do nowych zakładów w Pilsting. Rynek afrykański w Skylinery zaopatrywała otwarta w 1974 roku fabryka w Kumasi na terenie Ghany. Na jego bazie powstało wiele nietypowych konstrukcji, m.in. dla NASA, czy też dla wytwórni filmowych w Hollywood. W 1980 roku skonstruowano specjalny model dla rodziny królewskiej z Arabii Sudyjskiej.
Z okazji wyprodukowania 500 egzemplarzy Skylinera, I generacja autokaru przeszła w 1980 roku przebudowę. Zrezygnowano z silników Mercedes-Benz na rzecz jednostek napędowych amerykańskiej firmy Cummins. Niewielkie zmiany stylistyczne objęły przednią ścianę pojazdu — powiększono przednią szybę na górnym pokładzie, czy też zmieniono przednią atrapę. W 1991 roku po zjednoczeniu Niemiec Neoplan wykupił zakłady w Plauen (byłe NRD), gdzie także produkowano część Skylinerów na rynek Europejski.
W latach 80. i 90. wyprodukowano także wiele egzemplarzy autobusów miejskich i podmiejskich na bazie konstrukcji Skylinera pod nazwą Neoplan N424 (2-osiowy) i N426/3 (3-osiowy). W 1994 roku Neoplan stworzył osobny model dwupokładowego autobusu miejskiego oznaczany N4024 i N4026 (odpowiednio: wersja 2- i 3-osiowa).

### II generacja
W 1989 roku odbyła się premiera II generacji Neoplana Skylinera. Nowa generacja została unowocześniona, lecz była ona jedynie wersją przejściową pomiędzy I a III generacją autokaru. Ponownie powrócono do silników Mercedes-Benz – zastosowano 524-konne silniki OM 442 LA. II generacja Skylinera wprowadziła nową stylistykę z nową przednią atrapą i nowocześniejszymi światłami, a także nową tylną ścianę pojazdu. Design nawiązywał do innych modeli produkowanych przez Neoplana – m.in. Starlinera, Citylinera, czy też Translinera. Nowocześniejsze stało się wnętrze pojazdu. W 2000 roku odbyła się premiera nowej odsłony Skylinera (facelifting) pod hasłem Die neue Königsklasse. II generację Neoplana Skylinera, oprócz dotychczasowych miejsc produkcji, produkowano także krótko (od premiery w 2000 przez rok do powstania Solaris Bus & Coach SA) w zakładach Neoplan Polska w Bolechowie-Osiedlu koło Poznania. Nowy typ oznaczono symbolem Neoplan N122/3.

### III generacja
W 2004 roku została zaprezentowana trzecia odsłona Neoplana Skylinera. Model został mocno unowocześniony. Wizualnie połączono szyby na górnym i dolnym pokładzie sprawiając wrażenie jednej dużej przeszklonej części. III generacja modelu podobnie jak jej poprzednicy doczekała się wersji produkowanych na specjalne życzenie, m.in. powstał cały przeszklony autokar dla monachijskiego przewoźnika oferującego wycieczki po mieście. III generacja dostępna była w dwóch długościach – Skyliner C (13 m) i Skyliner L (14 m). Po przejęciu Neoplana przez grupę MAN w 2001 roku jednostki napędowe Mercedes-Benz i Cummins zastąpiono silnikami wysokoprężnymi MAN. Symbol III generacji Skylinera to Neoplan N1122.

### IV generacja
Premiera najnowszej generacji Skylinera odbyła się w 2011 roku na targach Busworld w Kortrijk. Nowa generacja została mocno zmieniona stylistycznie, nawiązuje do innych autokarów Neoplan, zwłaszcza do modelu Starliner. Wprowadzono charakterystyczny dla nowych Neoplanów "diamentowy szlif" przy krawędzi dachu i design typu "Sharp-Cut" (ang. "Ostre cięcie"). Przednią górną szybę połączono płynnie z bocznymi oknami dolnego pokładu. Zachowano tradycyjne elementy stylistyczne, takie jak pochylone słupki, czy też zachodzące na dach okna górnego piętra. Nowy model został wyposażony w najnowsze rozwiązania technologiczne dotyczące bezpieczeństwa. Pojazd jest przystosowany do wymagań przewoźników liniowych – świadczyć mogą o tym m.in. możliwość wstawienia miejsca dla niepełnosprawnych w tylnej części pojazdu, czy też wyświetlacz kierunkowy w standardowym wyposażeniu. Dostępna jest tylko jedna długość – autokar 14-metrowy oznaczany symbolem Neoplan N1222. Od 2015 roku Neoplan Skyliner produkowany jest z silnikami spełniającymi normę emisji spalin Euro 6. Debiut nowej generacji Skylinera w Polsce miał miejsce w marcu 2017 r. na targach WarsawBusExpo w Warszawie. W 2014 roku Neoplan podjął decyzję o zamknięciu fabryki w Plauen i przeniesieniu produkcji poza Niemcy. W 2015 roku w Plauen powstał ostatni autokar, a produkcję Skylinerów, podobnie jak innych autokarów MAN i Neoplan przeniesiono do zakładów w Ankarze. Obecnie w Plauen mieści się Centrum Modyfikacji Autobusów MAN, gdzie pojazdy są przystosowywane do indywidualnych wymagań klienta.
W 2017 roku Neoplan Skyliner obchodził swoje 50-lecie, z tej okazji Neoplan przygotował specjalną edycję limitowaną modelu. Według danych producenta do tej pory wyprodukowano ponad 5000 egzemplarzy modelu Skyliner, z czego większość jeździ na regularnych liniach autokarowych. Nowy Neoplan Skyliner został odznaczony wieloma nagrodami, m.in. Red Dot Award, IBC Award, czy też International busplaner Sustainability Prize. We wrześniu 2017 roku jeden egzemplarz Neoplana Skylinera brał udział w testach bezpieczeństwa organizowanych przez Neoplana na torze firmy Michalczewski w Radomiu.

## Dane techniczne
Poniższe dane dotyczą IV generacji Neoplana Skylinera produkowanej od 2011 roku (stan na wrzesień 2017):
- Nadwozie: Autokar turystyczny piętrowy klasy MEGA
- Długość: 14 000 mm
- Szerokość: 2550 mm
- Wysokość: 4000 mm
- Zwis przedni: 2690 mm
- Zwis tylny: 3140 mm
- Rozstaw osi: 6700 mm
- Średnica zawracania: 23 316 mm
- Dopuszczalna masa całkowita: 25 800 kg
- Ogumienie: 315/70 R 22.5
- Silnik: MAN D2676 LOH R6, 12 419 cm³ 368 kW/460 KM przy 1800 obr./min 2500 Nm, przy 930 – 1350 obr./min Euro 6
- Skrzynia biegów: MAN „TipMatic”, półautomatyczna 12-stopniowa z systemem „Easy-Start”
- Wysokość podłogi:
  - dolny pokład: 350 mm
  - górny pokład: 2260 mm
- Układ drzwi: 1-1-0
- Liczba miejsc siedzących:
  - wersja ***: 83+1+1
  - wersja ****: 76+1+1
  - wersja *****: 68+1+1
- Liczba miejsc dla niepełnosprawnych: do 2 (opcja)
- Wysokość wnętrza w przejściu:
  - dolny pokład: 1840 mm
  - górny pokład: 1680 mm
- Pojemność luków bagażowych: 11 m³
- Dostępne systemy bezpieczeństwa: ABS (Anti-Lock Braking System), ACC (Adaptive Cruise Control), ASR (Acceleration Slip Regulation), AG (Attention Guard), BA (Break Assistant), CDS (Comfort Drive Suspention), EBA (Emergency Break Assistant), EBS (Electronic Break System), ESP, DSP (Dynamic Stability Control), LGS (Lane Guard System), MAN BreakMatic, MAN EfficientCruise, MAN EfficientRoll, MSC (Maximum Speed Control), ROP (Roll Over Prevention), TPM (Tyre Pressure Monitoring), reflektory ksenonowe, system doświetlania zakrętów

## Wersje i konstrukcje powstałe na bazie Neoplana Skylinera
Na bazie Neoplana Skylinera powstało i powstaje wiele wersji autokarów na specjalne życzenie. Obecnie przystosowania do indywidualnych wymagań są wykonywane w Centrum Modyfikacji Autokarów MAN w Plauen w Niemczech. Poniżej wybrane realizacje specjalne i modele pochodne Neoplana Skylinera.

### Modele seryjne
- Wersje miejskie i podmiejskie:
  - Neoplan N4024,
  - Neoplan N4026/3,
  - N4426/3 (Neoplan Centroliner)
- Neoplan Super Skyliner – seryjna czteroosiowa wersja Skylinera o długości 14 m[23],
- Neoplan Megaliner – seryjna czteroosiowa wersja Skylinera o długości 15 m[24],
- Neoplan Jumbocruiser – przegubowy autokar piętrowy o długości 18 m mogący pomieścić 170 pasażerów na miejscach siedzących; znajduje się w Księdze Rekordów Guinnessa jako największy autobus na świecie; łącznie wyprodukowano 11 egzemplarzy w latach 1975-1986 i 1992[25].

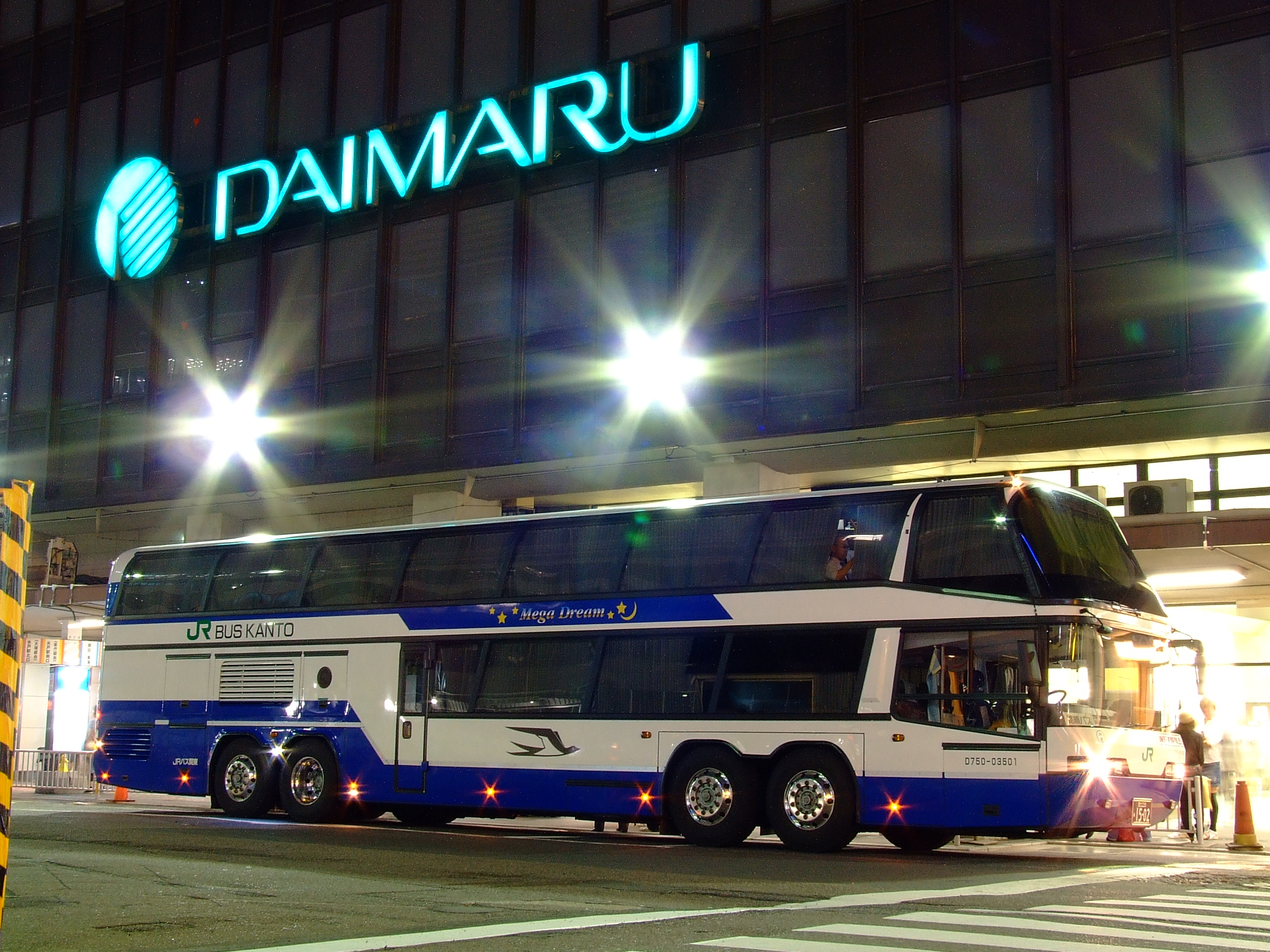
Neoplan Megaliner
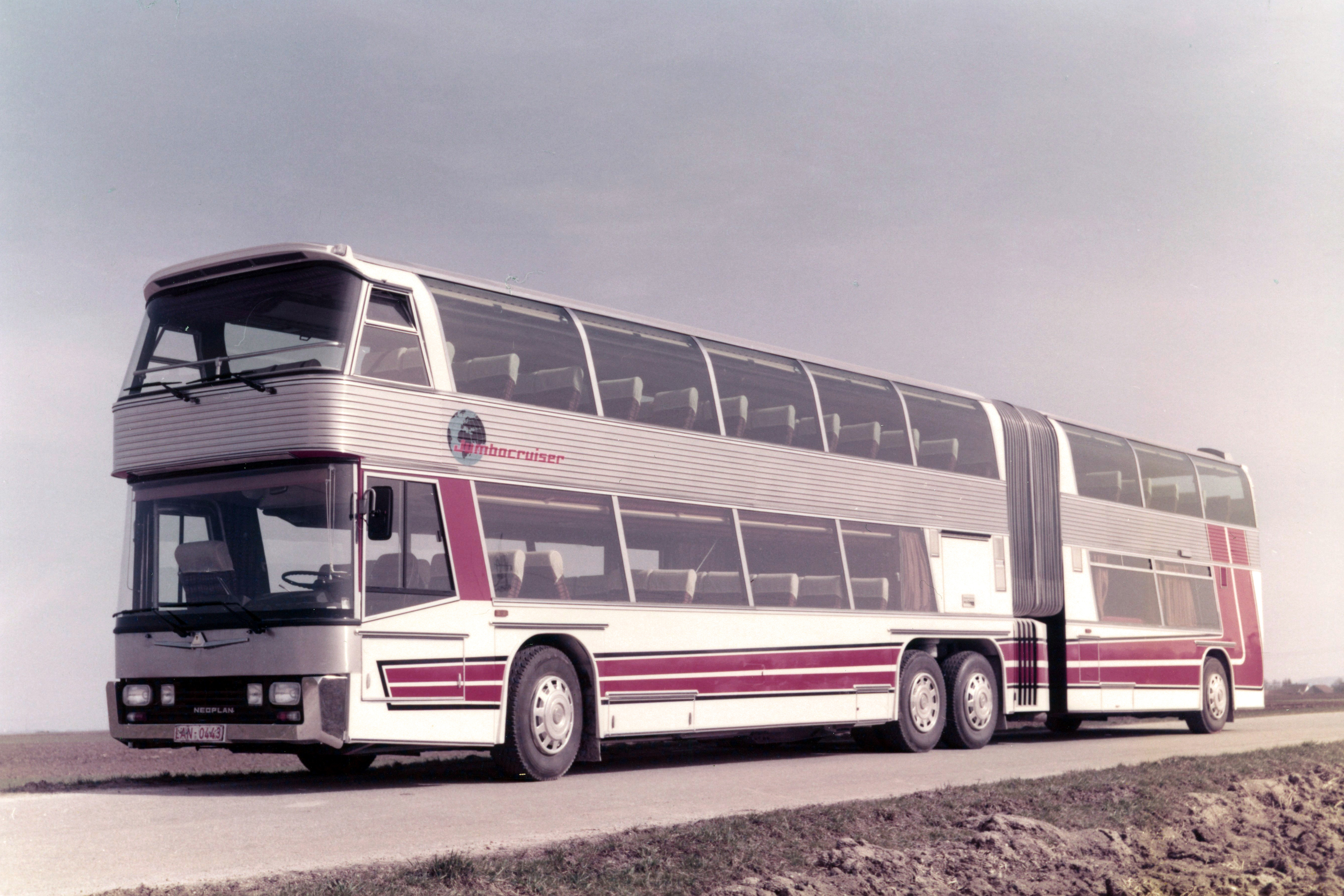
Neoplan Jumbocriuser z 1977
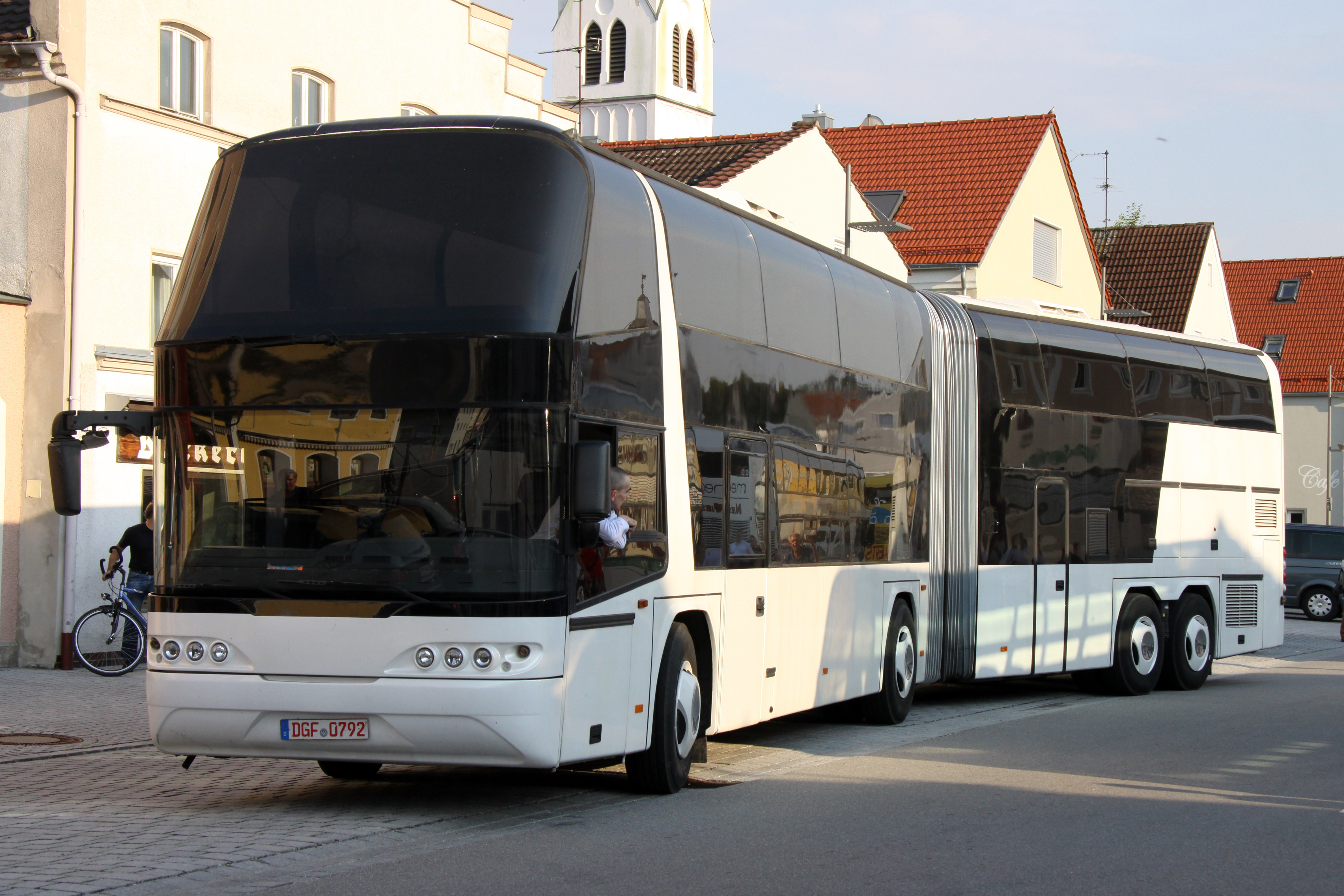
Ostatni Neoplan Jumbocruiser z 1992 r.

### Modele nieseryjne i adaptacje na indywidualne zamówienie[7]
- Neoplan Do-Lux NB 20 L – zaprezentowana w 1964 roku wersja stanowiąca prototyp Skylinera, pierwszy autobus piętrowy na świecie[5],
- Dwa autobusy hotelowe wyprodukowane w 1970 roku dla biura podróży Olympia-Reisen z Berlina oraz firmy Saharis[26],
- Wyprodukowana w 1974 r. wersja miejska dla przewoźnika z Los Angeles,
- Neoplan Skyliner wyprodukowany w 1980 roku jako ekskluzywny dom na kołach dla arabskiej rodziny królewskiej,
- Neoplan Skyliner w wersji 9-metrowej został wyprodukowany w 1985 roku dla japońskiego przewoźnika, jest najkrótszym autokarem dwupokładowym na świecie,
- Neoplan Superskyliner wyprodukowany w 1985 r. – autokar o długości 14,5 m dla Centrum Kosmicznym Kennedy’ego NASA na Florydzie,
- Niemal w całości przeszklony Skyliner dla firmy oferującej zwiedzanie Monachium z autobusu wyprodukowany w 1999 r.,
- Wyprodukowany w 2009 roku Skyliner dla drużyny hokejowej Freezers z Hamburga.

## Neoplan Skyliner u przewoźników liniowych
Neoplan Skyliner jest wykorzystywany przez wielu przewoźników obsługujących regularne trasy autokarowe. W latach 80. XX w. Stagecoach postawił właśnie na autokary Neoplan w Wielkiej Brytanii. W 2004 roku zakupiono kolejnych 25 autokarów Neoplan Skyliner N122/3L dla przewoźników Oxfort Tube i Megabus. Autokary Neoplan Skyliner przez długi czas były też sztandarowymi pojazdami innego brytyjskiego przewoźnika National Express. Autokary Neoplan Skyliner są także często wykorzystywane przez przewoźników oferujących trasy z krajów Europy Wschodniej do Polski, Niemiec, czy też Holandii. O te autokary oparta jest np. flota ukraińskiego przewoźnika Ecolines.

## Wypadki
W marcu 2003 roku w Kraju południowoczeskim na terenie Republiki Czeskiej Neoplan Skyliner wypadł z drogi na Europejskiej Trasie E55. 19 osób zginęło, a 34 zostały ranne. Jest to największa drogowa tragedia w historii Czech.
W maju 2003 roku Neoplan Skyliner należący do francuskiego przewoźnika wypadł z trasy zabijając 28 osób. Według raportu służb francuskich kierowcy autokarów piętrowych powinni przechodzić dodatkowe szkolenia, ponieważ pojazdy te są szczególnie narażone na wypadki. Po wypadku, od 2006 r., Neoplan zaczął stosować w autokarach piętrowych elektroniczny system zapobiegający przewróceniu się autokaru pod nazwą Electronic Stability Control (ESP).
W styczniu 2007 roku w Wielkiej Brytanii autokar National Express jadący autostradą M25 w pobliżu lotniska Heathrow wypadł z trasy i uderzył w barierkę. Śmierć poniosły 2 osoby, trzecia zmarła w wyniku obrażeń. Według śledztwa za wypadek odpowiedzialny był kierowca, który nie dostosował prędkości do warunków panujących na drodze. Używany od 2006 roku system ESP nie był zastosowany w tym autokarze, gdyż został on wyprodukowany jeszcze przed 2006 r.

## Galeria

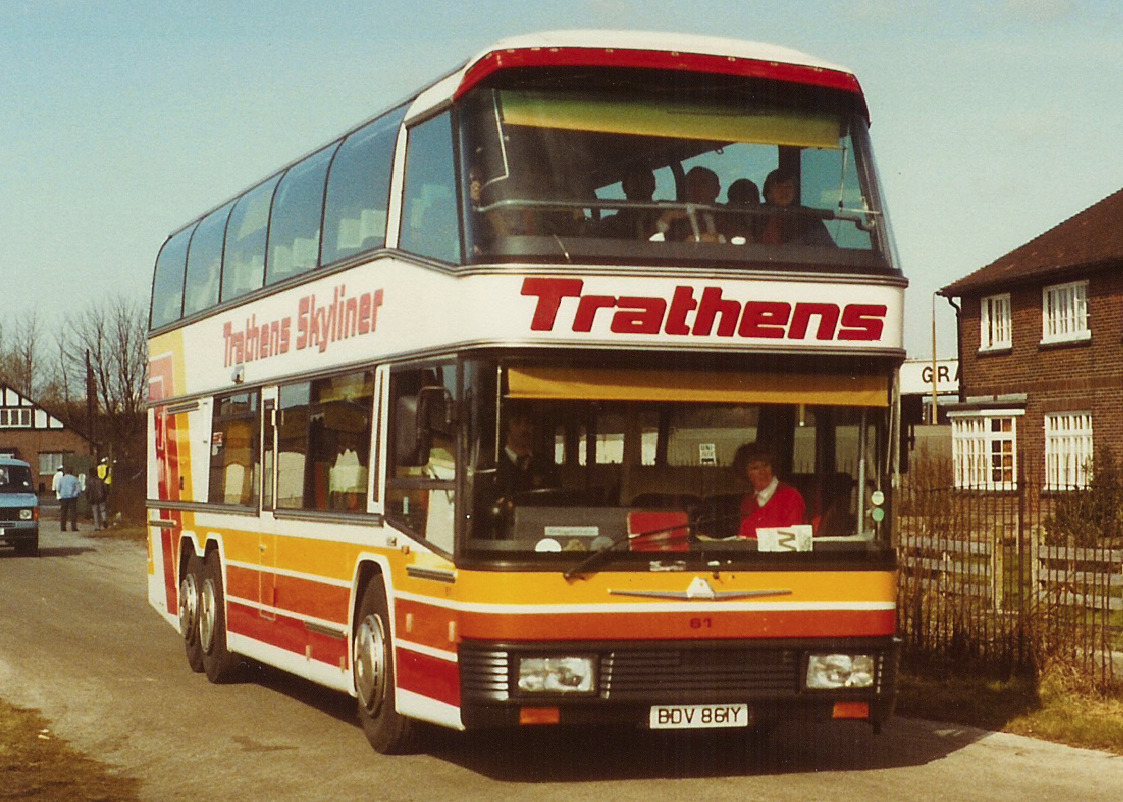
Neoplan Skyliner I generacji
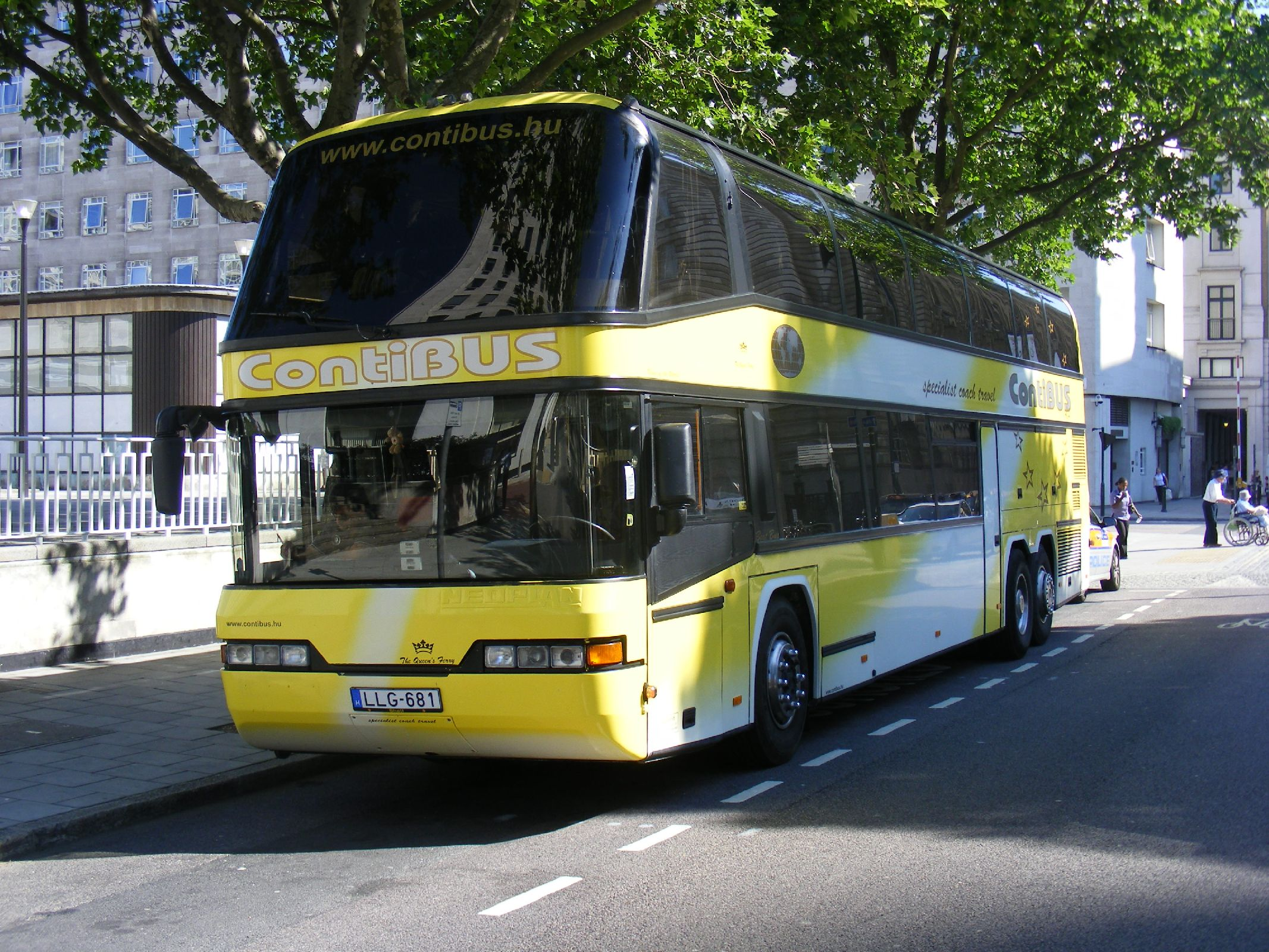
Neoplan Skyliner II generacji (N122)
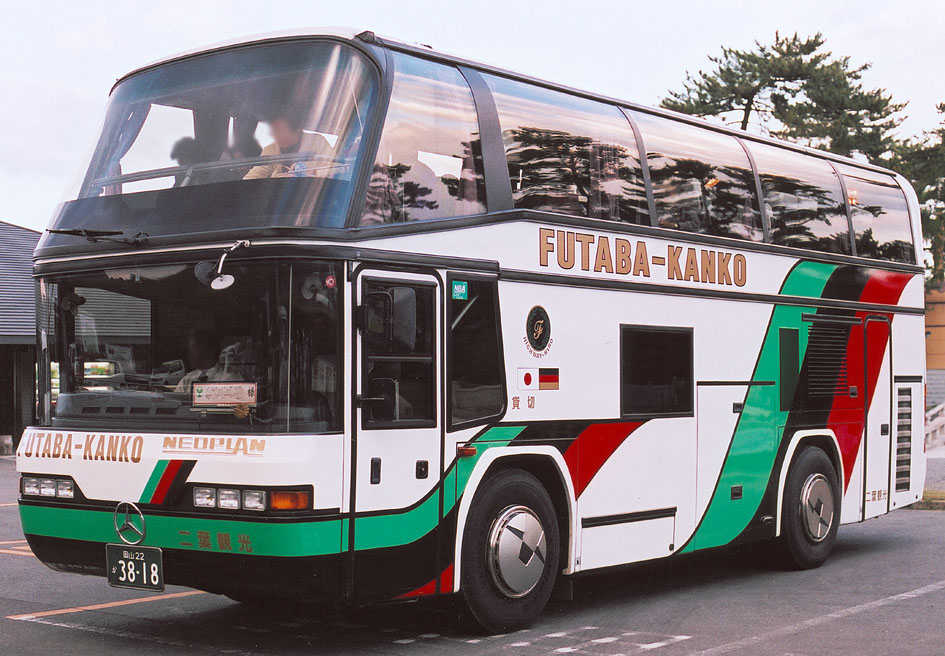
9-metrowa wersja Skylinera dla japońskiego odbiorcy
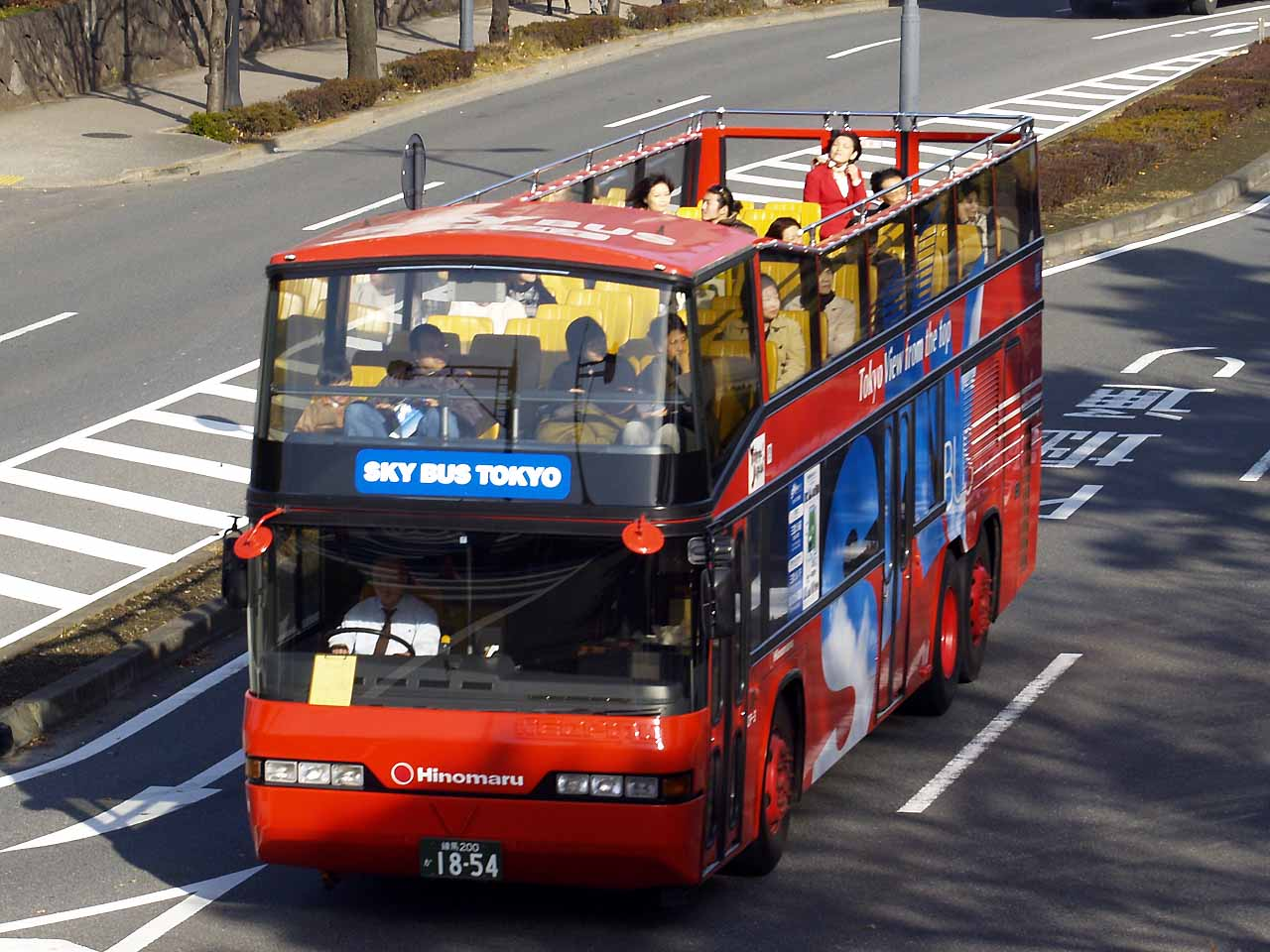
Neoplan Skyliner II generacji w wersji z odkrytym dachem
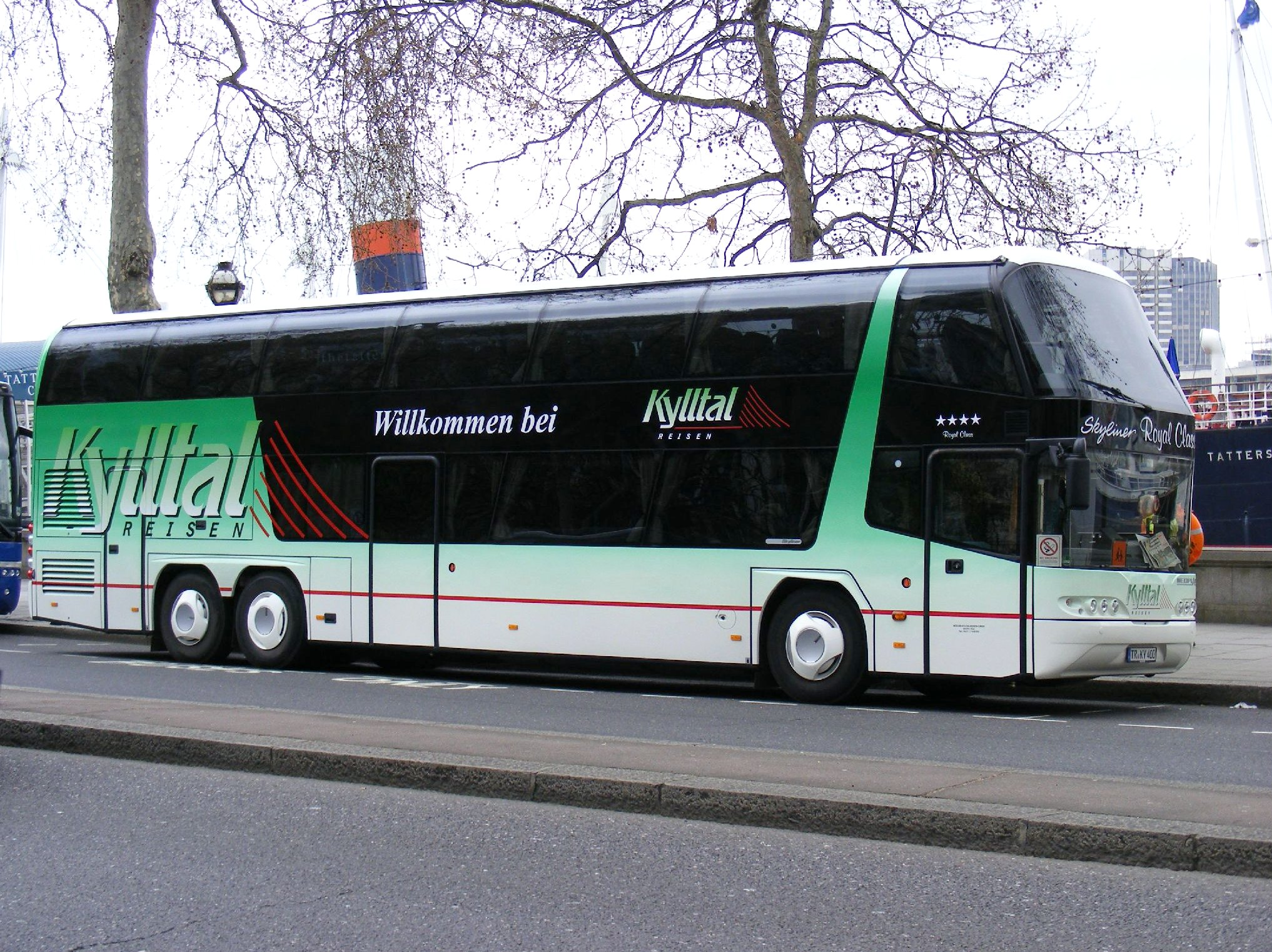
Neoplan Skyliner L III generacji (N1122L)
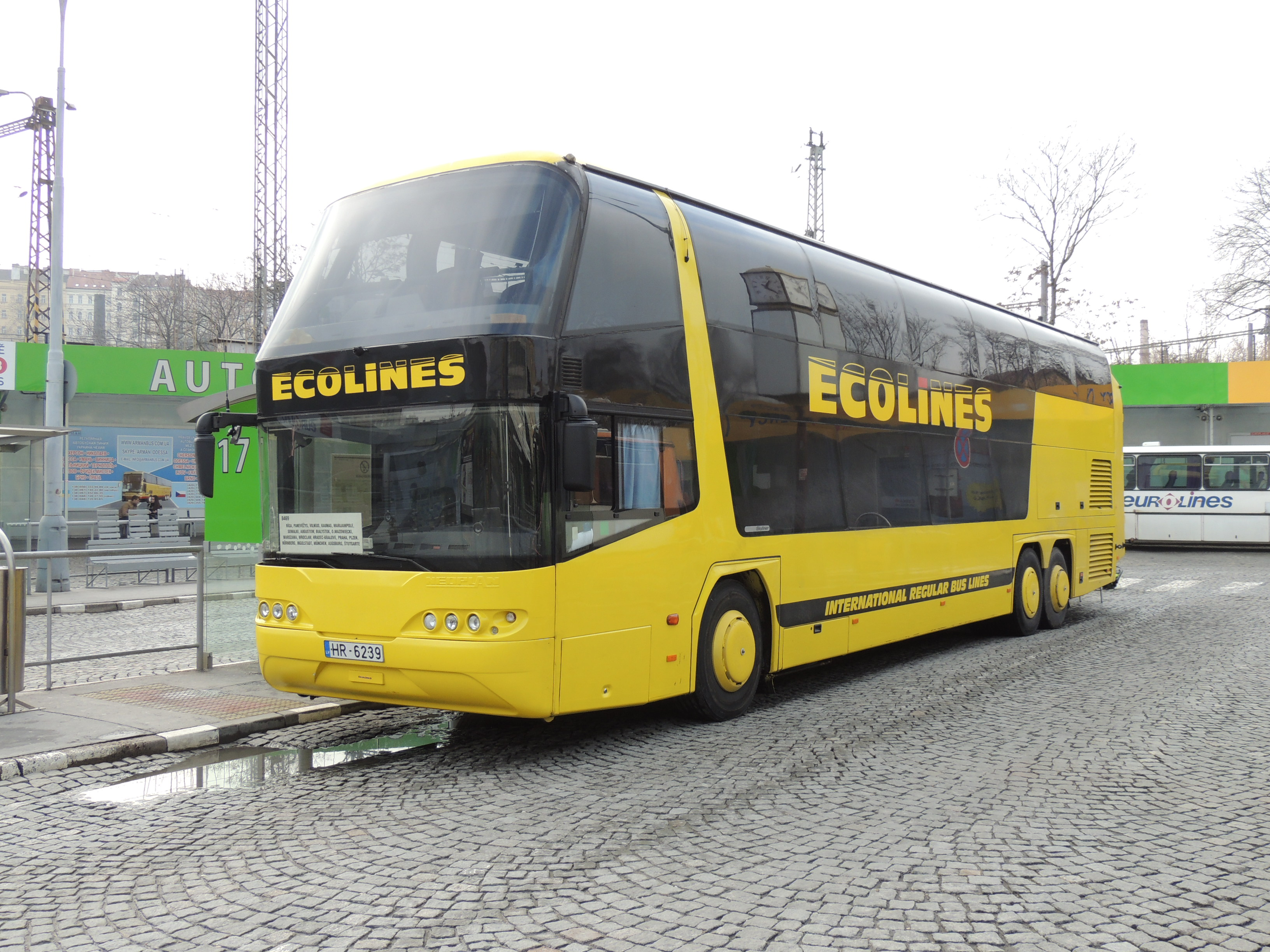
Neoplan Skyliner L III generacji należący do przewoźnika Ecolines
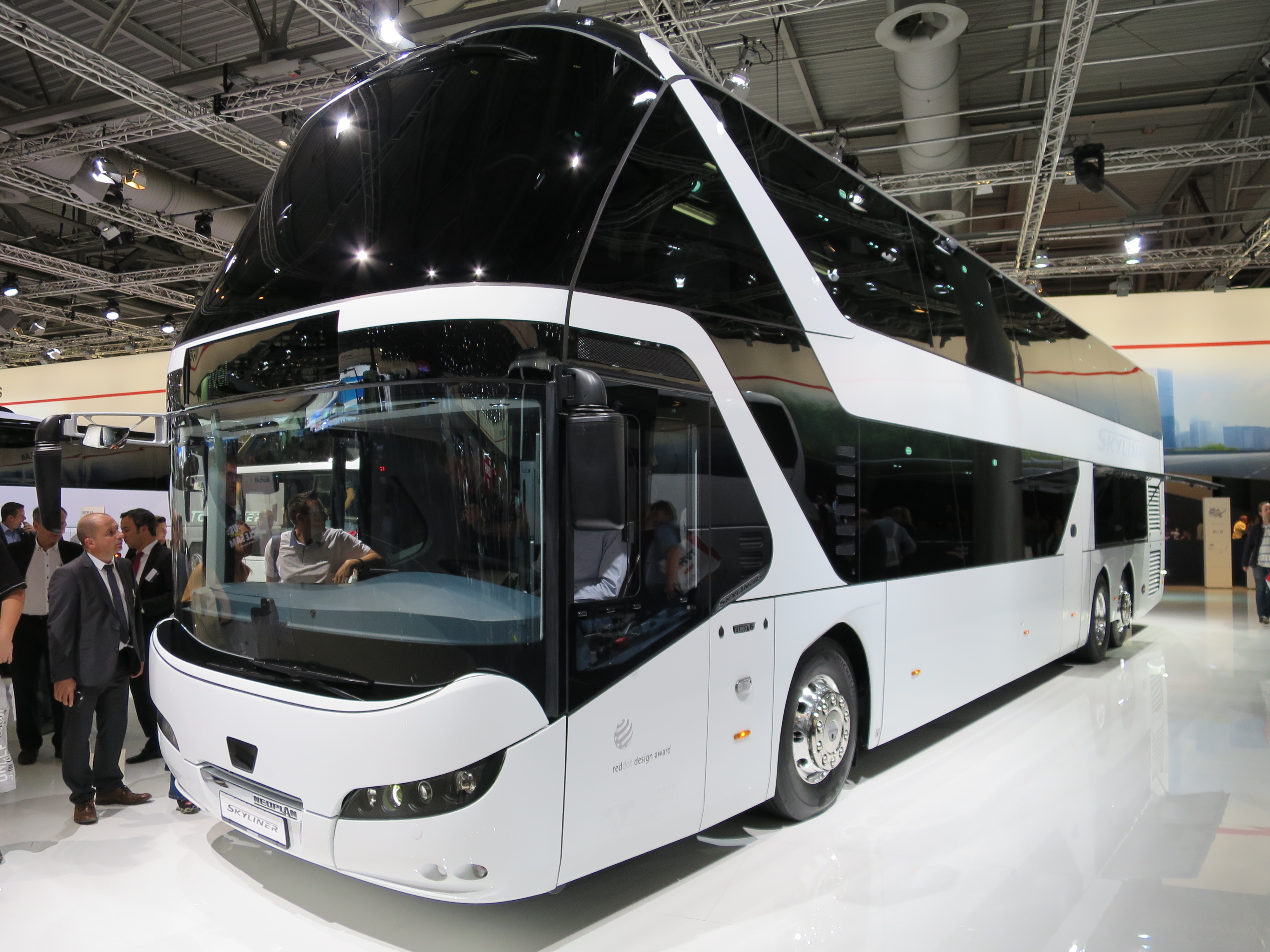
Neoplan Skyliner IV generacji (N1222) na targach IAA w Hanowerze
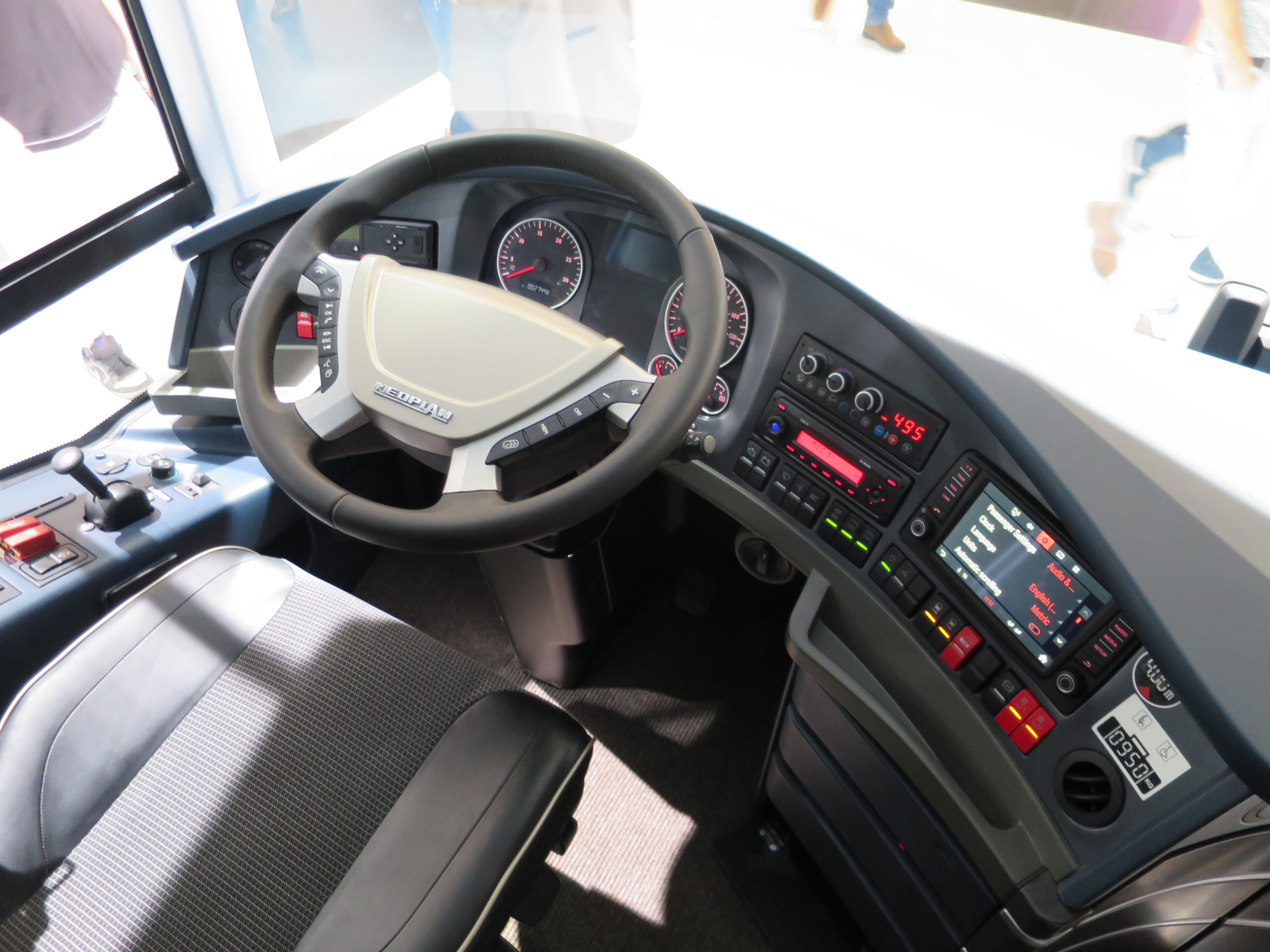
Stanowisko kierowcy
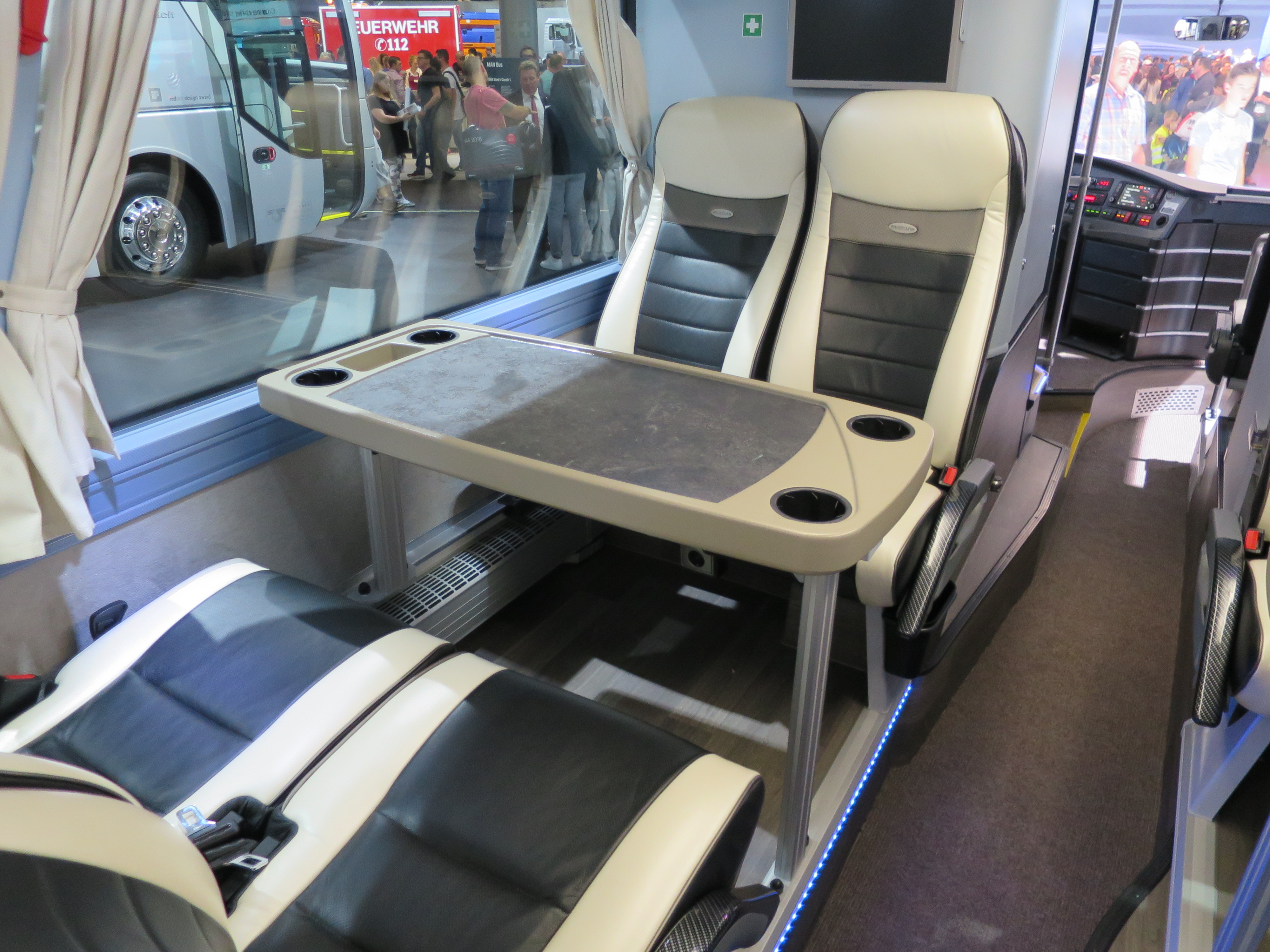
Wnętrze Neoplana Skylinera
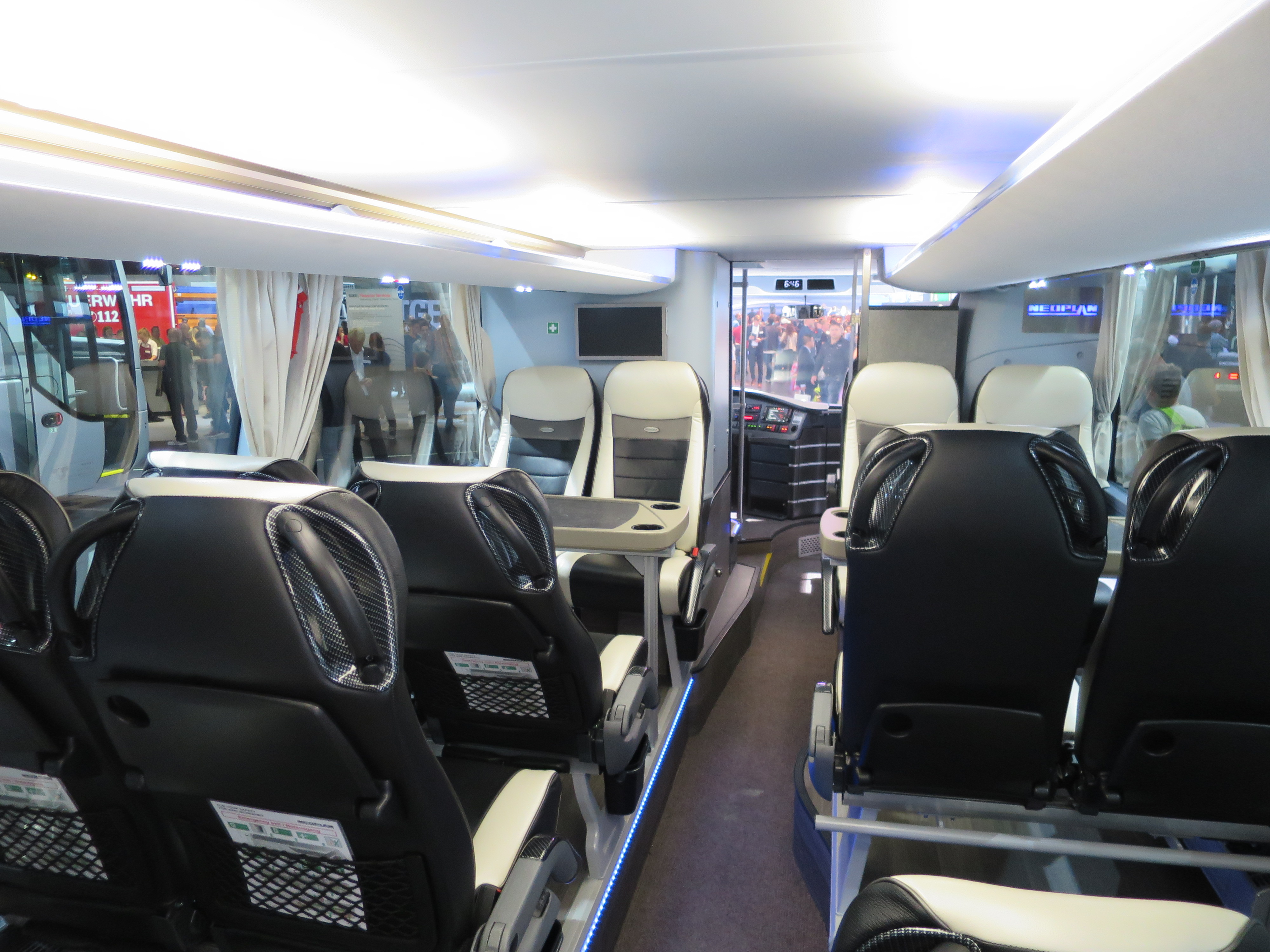
Dolny pokład
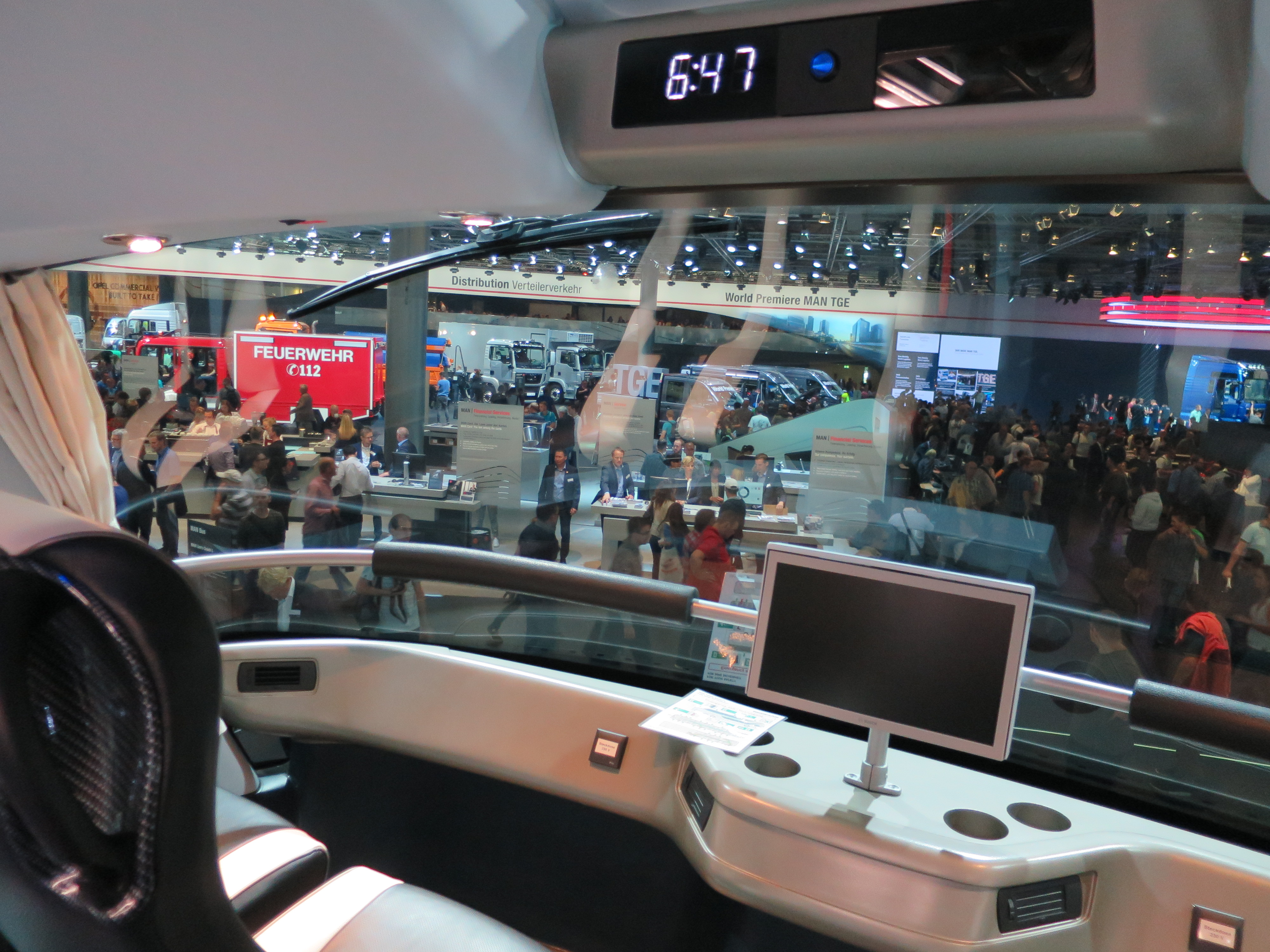
Górny pokład
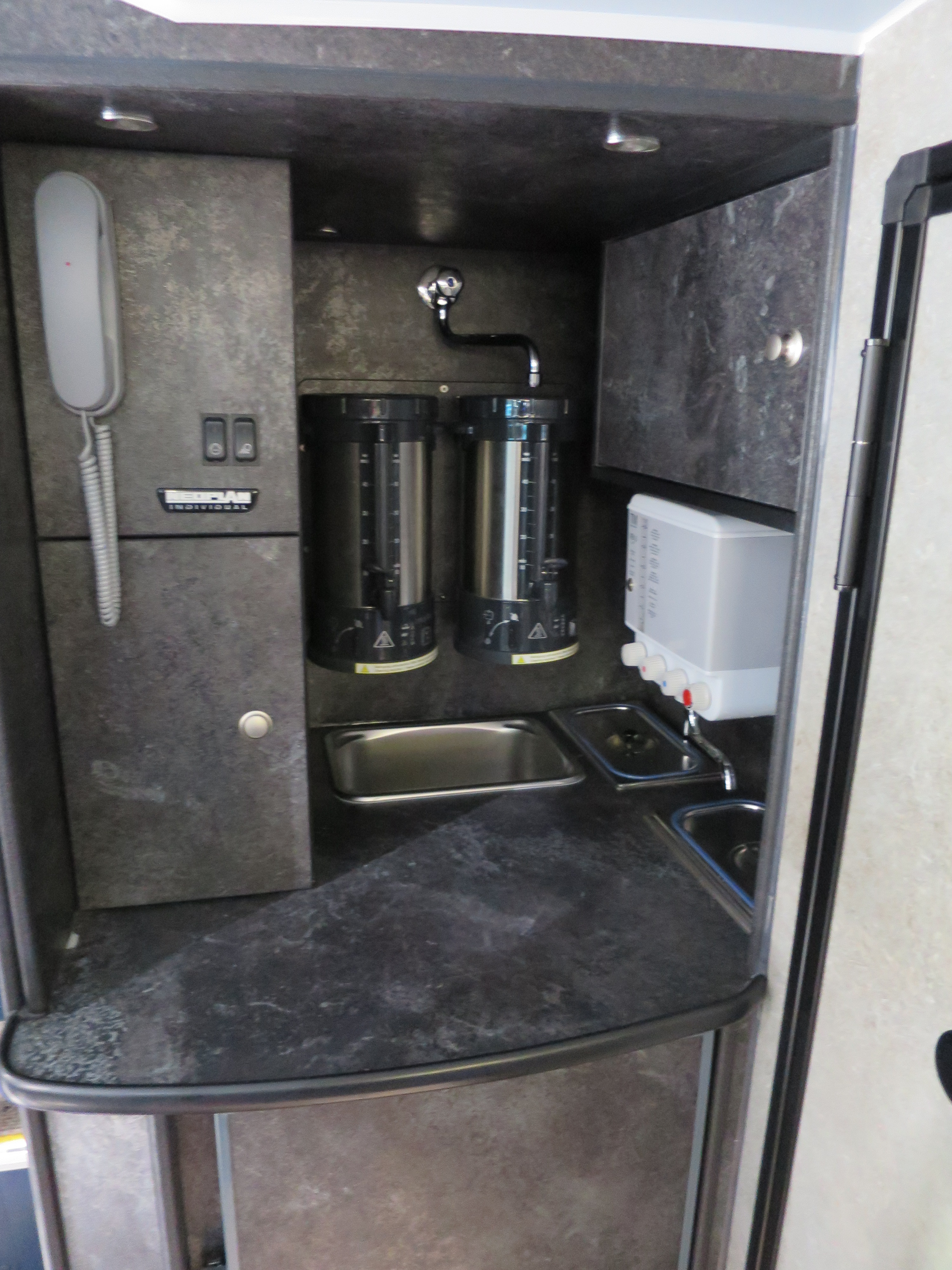
Barek